# Stripreeks
Een stripreeks is een serie stripverhalen waarin vaak dezelfde personages de hoofdrol spelen. Ze worden uitgebracht in onder meer kranten, reclamemateriaal, tijdschriften en albums.
Meestal zijn hoofdrolspelers de vaste waarden. De tekenaars en scenarioschrijvers kunnen wisselen. Veel stripreeksen worden geproduceerd door studio's, waarbij het onduidelijk is wie de tekenaar en scenarioschrijver is. In andere stripreeksen  worden de auteurs vermeld en wisselen de namen per deel. Ook zijn er stripreeksen waarbij de tekenaar en scenarist altijd dezelfde zijn, evenals waar de tekenaar ook de taak van scenarist heeft.